# Olympische Sommerspiele 2016/Rudern – Einer (Frauen)
Der Ruderwettbewerb im Einer der Frauen im Rahmen der Ruderregatta der Olympischen Sommerspiele 2016 in Rio de Janeiro wurde vom 6. bis 13. August 2016 in der Lagune Rodrigo de Freitas ausgetragen. 32 Athletinnen aus 32 Ländern traten an.
Der Wettbewerb, der über die olympische Ruderdistanz von 2000 Metern ausgetragen wurde, begann mit sechs Vorläufen mit jeweils fünf oder sechs Mannschaften. Die jeweils erst- bis drittplatzierten Ruderinnen der Vorläufe qualifizierten sich direkt für das Viertelfinale, während die verbleibenden 14 Boote in die drei Hoffnungsläufe mussten. Hier qualifizierten sich noch einmal die ersten beiden Teams für das Viertelfinale und alle anderen für das Halbfinale E/F um die Plätze 25 bis 32. Im Viertelfinale wurden vier Läufe mit je sechs Ruderinnen ausgefahren, wobei jeweils die Platzierungen 1 bis 3 für das Halbfinale A/B qualifizierten, und die Platzierungen 4 bis 6 für das Halbfinale C/D um Platz 13 bis 24. Ebenso gelangten in den beiden Läufen des Halbfinals A/B die ersten drei Ruderinnen ins Finale, während Platz 4 bis 6 ins B-Finale um Platz 7 bis 12 führte. Der Qualifikationsmodus in den Halbfinals C/D und E/F verlief analog für die Finals C und D bzw. E und F um hintere Platzierungen. Im Finale am 13. August kämpften die besten sechs Ruderinnen um olympische Medaillen.
Die jeweils für die nächste Runde qualifizierten Mannschaften sind hellgrün unterlegt.
Die Australierin Kim Brennan galt als Weltmeisterin des Vorjahres als Favoritin und wurde dieser Rolle gerecht. Nachdem sie wetterbedingt Probleme im Vorlauf hatte und dort nur den dritten Platz belegt hatte, gewann sie jeweils souverän ihr Viertel- und Halbfinale. Im Finale gelang ihr ein Start-Ziel-Sieg vor Genevra Stone aus den Vereinigten Staaten und Duan Jingli aus der Volksrepublik China. Das Finale wurde von Emma Twigg aus Neuseeland, Jeannine Gmelin aus der Schweiz und Magdalena Lobnig aus Österreich komplettiert. Im B-Finale ruderten die Titelverteidigerin und Vizeweltmeisterin Miroslava Topinková Knapková aus Tschechien, die zweifache Olympiasiegerin Kazjaryna Karsten aus Weißrussland und die Silbermedaillengewinnerin aus London Fie Udby Erichsen aus Dänemark.

## Titelträger und Ausgangslage
| Olympiasieger (London 2012)              | Miroslava Knapková ( Tschechien) |
| Weltmeister (Aiguebelette 2015)          | Kim Brennan ( Australien)        |
| Europameister (Brandenburg 2016)         | Magdalena Lobnig ( Österreich)   |
| Weltbestzeit (7:07,71 min, Sevilla 2002) | Rumjana Nejkowa ( Bulgarien)     |

## Teilnehmer
| Qualifikation                     | Nation              | Ruderin                      |
| --------------------------------- | ------------------- | ---------------------------- |
| Weltmeisterschaften 2015          | Australien          | Kim Brennan                  |
| Weltmeisterschaften 2015          | Tschechien          | Miroslava Topinková Knapková |
| Weltmeisterschaften 2015          | Volksrepublik China | Duan Jingli                  |
| Weltmeisterschaften 2015          | Vereinigte Staaten  | Genevra Stone                |
| Weltmeisterschaften 2015          | Schweiz             | Jeannine Gmelin              |
| Weltmeisterschaften 2015          | Kanada              | Carling Zeeman               |
| Weltmeisterschaften 2015          | Schweden            | Anna Malvina Svennung        |
| Weltmeisterschaften 2015          | Litauen             | Lina Šaltytė                 |
| Weltmeisterschaften 2015          | Österreich          | Magdalena Lobnig             |
| Afrikanische Qualifikation        | Simbabwe            | Micheen Thornycroft          |
| Afrikanische Qualifikation        | Algerien            | Amina Rouba                  |
| Afrikanische Qualifikation        | Nigeria             | Chierika Ukogu               |
| Afrikanische Qualifikation        | Ägypten             | Nadia Negm                   |
| Lateinamerikanische Qualifikation | Bermuda             | Michelle Pearson             |
| Lateinamerikanische Qualifikation | Mexiko              | Kenia Lechuga                |
| Lateinamerikanische Qualifikation | Trinidad und Tobago | Felice Chow                  |
| Lateinamerikanische Qualifikation | Argentinien         | Lucia Palermo                |
| Lateinamerikanische Qualifikation | Paraguay            | Gabriela Mosqueira           |
| Lateinamerikanische Qualifikation | Peru                | Camila Valle Granados        |
| Asiatische Qualifikation          | Südkorea            | Kim Ye-ji                    |
| Asiatische Qualifikation          | Iran                | Mahsa Javar                  |
| Asiatische Qualifikation          | Chinesisch Taipeh   | Huang Yi-ting                |
| Asiatische Qualifikation          | Kasachstan          | Swetlana Germanowitsch       |
| Asiatische Qualifikation          | Indonesien          | Dewi Yuliawati               |
| Asiatische Qualifikation          | Singapur            | Saiyidah Mohamed Rafa’ee     |
| Asiatische Qualifikation          | Thailand            | Phuttharaksa Neegree         |
| „Europäische“ Qualifikation       | Neuseeland          | Emma Twigg                   |
| „Europäische“ Qualifikation       | Irland              | Sanita Pušpure               |
| „Europäische“ Qualifikation       | Belarus             | Kazjaryna Karsten            |
| Einladung („tripartite position“) | Togo                | Claire Akossiwa Ayivon       |
| Einladung („tripartite position“) | Dänemark            | Fie Udby Erichsen            |
| Gastgeber-Ersatz                  | Bahamas             | Emily Morley                 |

Im Kontext der kontinentalen Qualifikationsregatten werden Australien, Kanada, Neuseeland und die Vereinigten Staaten zum Pool der „Europäer“ gezählt. Der Neuseeländerin Emma Twigg qualifizierte sich deshalb bei den europäischen Qualifikationswettbewerben in Luzern.

## Vorläufe
Samstag, 6. August 2016

### Vorlauf 1
| Platz | Ruderin               | Nation     | Zeit (min) | Qualifikation  |
| ----- | --------------------- | ---------- | ---------- | -------------- |
| 1     | Kenia Lechunga Alanis | Mexiko     | 8:11,44    | Viertelfinale  |
| 2     | Micheen Thornycroft   | Simbabwe   | 8:18,88    | Viertelfinale  |
| 3     | Kim Brennan           | Australien | 8:22,82    | Viertelfinale  |
| 4     | Kim Ye-ji             | Südkorea   | 8:24,79    | Hoffnungsläufe |
| 5     | Anna Malvina Svennung | Schweden   | 8:48,46    | Hoffnungsläufe |
| 6     | Emily Morley          | Bahamas    | 9:22,12    | Hoffnungsläufe |

### Vorlauf 2

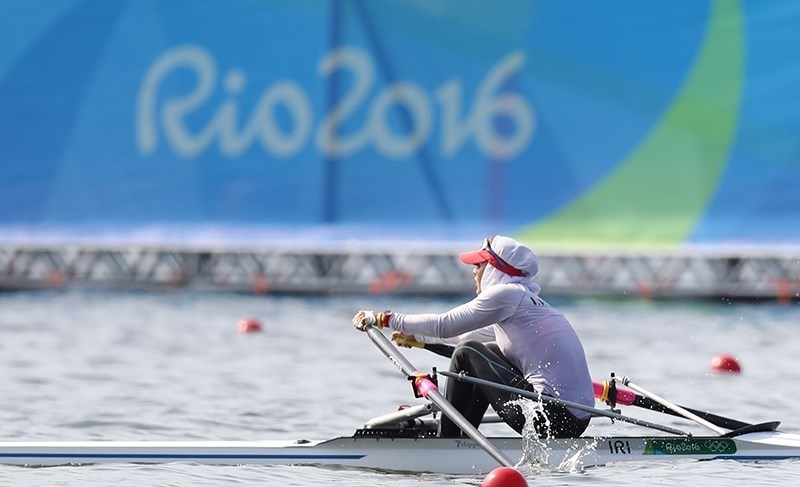
Mahsa Javar in ihrem Vorlauf

| Platz | Ruderin           | Nation             | Zeit (min) | Qualifikation  |
| ----- | ----------------- | ------------------ | ---------- | -------------- |
| 1     | Genevra Stone     | Vereinigte Staaten | 8:29,67    | Viertelfinale  |
| 2     | Fie Udby Erichsen | Dänemark           | 8:30,07    | Viertelfinale  |
| 3     | Lina Saltyte      | Litauen            | 8:35,92    | Viertelfinale  |
| 4     | Mahsa Javar       | Iran               | 8:39,28    | Hoffnungsläufe |
| 5     | Lucia Palermo     | Argentinien        | 8:47,01    | Hoffnungsläufe |
| 6     | Dewi Yuliawati    | Indonesien         | 9:36,10    | Hoffnungsläufe |

### Vorlauf 3
| Platz | Ruderin               | Nation   | Zeit (min) | Qualifikation  |
| ----- | --------------------- | -------- | ---------- | -------------- |
| 1     | Carling Zeeman        | Kanada   | 8:41,12    | Viertelfinale  |
| 2     | Sanita Pušpure        | Irland   | 9:11,45    | Viertelfinale  |
| 3     | Nadia Negm            | Ägypten  | 9:14,55    | Viertelfinale  |
| 4     | Phuttharaksa Neegree  | Thailand | 9:17,95    | Hoffnungsläufe |
| 5     | Camila Valle Granados | Peru     | 9:30,60    | Hoffnungsläufe |

### Vorlauf 4
| Platz | Ruderin                  | Nation            | Zeit (min) | Qualifikation  |
| ----- | ------------------------ | ----------------- | ---------- | -------------- |
| 1     | Duan Jingli              | China             | 8:18,57    | Viertelfinale  |
| 2     | Jeannine Gmelin          | Schweiz           | 8:28,10    | Viertelfinale  |
| 3     | Saiyidah Mohamed Rafa’ee | Singapur          | 8:44,71    | Viertelfinale  |
| 4     | Huang Yi-ting            | Chinesisch Taipeh | 8:51,74    | Hoffnungsläufe |
| 5     | Swetlana Germanowitsch   | Kasachstan        | 9:34,15    | Hoffnungsläufe |

### Vorlauf 5
| Platz | Ruderin                      | Nation     | Zeit (min) | Qualifikation  |
| ----- | ---------------------------- | ---------- | ---------- | -------------- |
| 1     | Magdalena Lobnig             | Österreich | 8:26,53    | Viertelfinale  |
| 2     | Miroslava Topinková Knapková | Tschechien | 8:28,90    | Viertelfinale  |
| 3     | Chierika Ukogu               | Nigeria    | 8:35,34    | Viertelfinale  |
| 4     | Amina Rouba                  | Algerien   | 8:55,09    | Hoffnungsläufe |
| 5     | Akossiwa Claire Ayivon       | Togo       | 9:56,43    | Hoffnungsläufe |

### Vorlauf 6
| Platz | Ruderin            | Nation              | Zeit (min) | Qualifikation  |
| ----- | ------------------ | ------------------- | ---------- | -------------- |
| 1     | Emma Twigg         | Neuseeland          | 8:17,02    | Viertelfinale  |
| 2     | Kazjaryna Karsten  | Belarus             | 8:21,21    | Viertelfinale  |
| 3     | Michelle Pearson   | Bermuda             | 8:22,15    | Viertelfinale  |
| 4     | Gabriela Mosqueira | Paraguay            | 8:27,39    | Hoffnungsläufe |
| 5     | Felice Chow        | Trinidad und Tobago | 8:31,83    | Hoffnungsläufe |

## Hoffnungsläufe
geplant am Sonntag, 7. August 2016, verschoben auf Montag, 8. August 2016

### Hoffnungslauf 1
| Platz | Ruderin               | Nation              | Zeit (min) | Qualifikation  |
| ----- | --------------------- | ------------------- | ---------- | -------------- |
| 1     | Amina Rouba           | Algerien            | 8:04,21    | Viertelfinale  |
| 2     | Felice Chow           | Trinidad und Tobago | 8:04,91    | Viertelfinale  |
| 3     | Mahsa Javar           | Iran                | 8:06,57    | Halbfinale E/F |
| 4     | Emily Morley          | Bahamas             | 8:22,77    | Halbfinale E/F |
| 5     | Camila Valle Granados | Peru                | 8:32,66    | Halbfinale E/F |

### Hoffnungslauf 2
| Platz | Ruderin                | Nation            | Zeit (min) | Qualifikation  |
| ----- | ---------------------- | ----------------- | ---------- | -------------- |
| 1     | Kim Ye-ji              | Südkorea          | 7:59,59    | Viertelfinale  |
| 2     | Lucia Palermo          | Argentinien       | 8:00,59    | Viertelfinale  |
| 3     | Huang Yi-ting          | Chinesisch Taipeh | 8:01,27    | Halbfinale E/F |
| 4     | Akossiwa Claire Ayivon | Togo              | 9:04,76    | Halbfinale E/F |

### Hoffnungslauf 3
| Platz | Ruderin                | Nation     | Zeit (min) | Qualifikation  |
| ----- | ---------------------- | ---------- | ---------- | -------------- |
| 1     | Anna Malvina Svennung  | Schweden   | 7:46,35    | Viertelfinale  |
| 2     | Gabriela Mosqueira     | Paraguay   | 7:59,32    | Viertelfinale  |
| 3     | Swetlana Germanowitsch | Kasachstan | 8:00,42    | Halbfinale E/F |
| 4     | Phuttharaksa Neegree   | Thailand   | 8:07,92    | Halbfinale E/F |
| 5     | Dewi Yuliawati         | Indonesien | 8:14,81    | Halbfinale E/F |

## Viertelfinale
Dienstag, 9. August

### Viertelfinale 1
| Platz | Ruderin                      | Nation     | Zeit (min) | Qualifikation  |
| ----- | ---------------------------- | ---------- | ---------- | -------------- |
| 1     | Emma Twigg                   | Neuseeland | 7:31,79    | Halbfinale A/B |
| 2     | Miroslava Topinková Knapková | Tschechien | 7:37,04    | Halbfinale A/B |
| 3     | Kenia Lechunga Alanis        | Mexiko     | 7:44,11    | Halbfinale A/B |
| 4     | Kim Ye-ji                    | Südkorea   | 7:51,80    | Halbfinale C/D |
| 5     | Gabriela Mosqueira           | Paraguay   | 7:54,49    | Halbfinale C/D |
| 6     | Saiyidah Mohamed Rafa’ee     | Singapur   | 7:56,00    | Halbfinale C/D |

### Viertelfinale 2
| Platz | Ruderin               | Nation              | Zeit (min) | Qualifikation  |
| ----- | --------------------- | ------------------- | ---------- | -------------- |
| 1     | Genevra Stone         | Vereinigte Staaten  | 7:27,04    | Halbfinale A/B |
| 2     | Jeannine Gmelin       | Schweiz             | 7:29,66    | Halbfinale A/B |
| 3     | Magdalena Lobnig      | Österreich          | 7:35,37    | Halbfinale A/B |
| 4     | Anna Malvina Svennung | Schweden            | 7:38,07    | Halbfinale C/D |
| 5     | Felice Chow           | Trinidad und Tobago | 8:02,53    | Halbfinale C/D |
| 6     | Nadia Negm            | Ägypten             | 8:25,75    | Halbfinale C/D |

### Viertelfinale 3
| Platz | Ruderin             | Nation   | Zeit (min) | Qualifikation  |
| ----- | ------------------- | -------- | ---------- | -------------- |
| 1     | Fie Udby Erichsen   | Dänemark | 7:33,24    | Halbfinale A/B |
| 2     | Micheen Thornycroft | Simbabwe | 7:34,38    | Halbfinale A/B |
| 3     | Carling Zeeman      | Kanada   | 7:34,52    | Halbfinale A/B |
| 4     | Michelle Pearson    | Bermuda  | 7:34,90    | Halbfinale C/D |
| 5     | Chierika Ukogu      | Nigeria  | 7:54,44    | Halbfinale C/D |
| 6     | Amina Rouba         | Algerien | 8:21,06    | Halbfinale C/D |

### Viertelfinale 4
| Platz | Ruderin           | Nation      | Zeit (min) | Qualifikation  |
| ----- | ----------------- | ----------- | ---------- | -------------- |
| 1     | Kim Brennan       | Australien  | 7:26,86    | Halbfinale A/B |
| 2     | Duan Jingli       | China       | 7:27,88    | Halbfinale A/B |
| 3     | Kazjaryna Karsten | Belarus     | 7:28,03    | Halbfinale A/B |
| 4     | Sanita Pušpure    | Irland      | 7:28,68    | Halbfinale C/D |
| 5     | Lina Saltyte      | Litauen     | 7:38,39    | Halbfinale C/D |
| 6     | Lucia Palermo     | Argentinien | 7:56,61    | Halbfinale C/D |

## Halbfinale
Freitag, 12. August 2016 (Halbfinale A/B, verschoben von Donnerstag, 11. August 2016 bzw. Halbfinale C/D, verschoben von Mittwoch, 10. August 2016); Dienstag, 9. August 2016 (Halbfinale E/F, verschoben von Montag, 8. August 2016)

### Halbfinale A/B 1
| Platz | Ruderin               | Nation     | Zeit (min) | Qualifikation |
| ----- | --------------------- | ---------- | ---------- | ------------- |
| 1     | Kim Brennan           | Australien | 7:47,88    | Finale        |
| 2     | Emma Twigg            | Neuseeland | 7:48,20    | Finale        |
| 3     | Jeannine Gmelin       | Schweiz    | 7:49,83    | Finale        |
| 4     | Carling Zeeman        | Kanada     | 7:54,07    | B-Finale      |
| 5     | Micheen Thornycroft   | Simbabwe   | 8:00,53    | B-Finale      |
| 6     | Kenia Lechunga Alanis | Mexiko     | 8:14,76    | B-Finale      |

### Halbfinale A/B 2
| Platz | Ruderin                      | Nation             | Zeit (min) | Qualifikation |
| ----- | ---------------------------- | ------------------ | ---------- | ------------- |
| 1     | Duan Jingli                  | China              | 7:43,97    | Finale        |
| 2     | Genevra Stone                | Vereinigte Staaten | 7:44,56    | Finale        |
| 3     | Magdalena Lobnig             | Österreich         | 7:45,48    | Finale        |
| 4     | Miroslava Topinková Knapková | Tschechien         | 7:47,53    | B-Finale      |
| 5     | Kazjaryna Karsten            | Belarus            | 7:48,89    | B-Finale      |
| 6     | Fie Udby Erichsen            | Dänemark           | 8:08,65    | B-Finale      |

### Halbfinale C/D 1
| Platz | Ruderin                  | Nation   | Zeit (min) | Qualifikation |
| ----- | ------------------------ | -------- | ---------- | ------------- |
| 1     | Lina Saltyte             | Litauen  | 7:55,57    | C-Finale      |
| 2     | Anna Malvina Svennung    | Schweden | 8:00,41    | C-Finale      |
| 3     | Kim Ye-ji                | Südkorea | 8:12,58    | C-Finale      |
| 4     | Chierika Ukogu           | Nigeria  | 8:18,55    | D-Finale      |
| 5     | Amina Rouba              | Algerien | 8:22,34    | D-Finale      |
| 6     | Saiyidah Mohamed Rafa’ee | Singapur | 8:22,45    | D-Finale      |

### Halbfinale C/D 2
| Platz | Ruderin            | Nation              | Zeit (min) | Qualifikation |
| ----- | ------------------ | ------------------- | ---------- | ------------- |
| 1     | Sanita Pušpure     | Irland              | 7:53,48    | C-Finale      |
| 2     | Michelle Pearson   | Bermuda             | 8:05,78    | C-Finale      |
| 3     | Lucia Palermo      | Argentinien         | 8:15,42    | C-Finale      |
| 4     | Felice Chow        | Trinidad und Tobago | 8:20,07    | D-Finale      |
| 5     | Gabriela Mosqueira | Paraguay            | 8:22,84    | D-Finale      |
| 6     | Nadia Negm         | Ägypten             | 8:39,50    | D-Finale      |

### Halbfinale E/F 1
| Platz | Ruderin               | Nation            | Zeit (min) | Qualifikation |
| ----- | --------------------- | ----------------- | ---------- | ------------- |
| 1     | Huang Yi-ting         | Chinesisch Taipeh | 8:38,21    | E-Finale      |
| 2     | Mahsa Javar           | Iran              | 8:45,54    | E-Finale      |
| 3     | Phuttharaksa Neegree  | Thailand          | 8:51,99    | E-Finale      |
| 4     | Camila Valle Granados | Peru              | 9:11,91    | F-Finale      |

### Halbfinale E/F 2
| Platz | Ruderin                | Nation     | Zeit (min) | Qualifikation |
| ----- | ---------------------- | ---------- | ---------- | ------------- |
| 1     | Swetlana Germanowitsch | Kasachstan | 8:29,18    | E-Finale      |
| 2     | Dewi Yuliawati         | Indonesien | 8:39,95    | E-Finale      |
| 3     | Emily Morley           | Bahamas    | 8:46,09    | E-Finale      |
| 4     | Akossiwa Claire Ayivon | Togo       | 9:25,60    | F-Finale      |

## Finale
Samstag, 13. August 2016

Anmerkung: Ermittlung der Plätze 1 bis 6
| Platz | Ruderin          | Nation             | Zeit (min) |
| ----- | ---------------- | ------------------ | ---------- |
| 1     | Kim Brennan      | Australien         | 7:21,54    |
| 2     | Genevra Stone    | Vereinigte Staaten | 7:22,92    |
| 3     | Duan Jingli      | China              | 7:24,13    |
| 4     | Emma Twigg       | Neuseeland         | 7:24,48    |
| 5     | Jeannine Gmelin  | Schweiz            | 7:29,69    |
| 6     | Magdalena Lobnig | Österreich         | 7:34,86    |

### B-Finale
Anmerkung: Ermittlung der Plätze 7 bis 12
| Platz | Ruderin                      | Nation     | Zeit (min) |
| ----- | ---------------------------- | ---------- | ---------- |
| 7     | Miroslava Topinková Knapková | Tschechien | 7:22,86    |
| 8     | Kazjaryna Karsten            | Belarus    | 7:25,03    |
| 9     | Fie Udby Erichsen            | Dänemark   | 7:25,13    |
| 10    | Carling Zeeman               | Kanada     | 7:28,62    |
| 11    | Micheen Thornycroft          | Simbabwe   | 7:30,57    |
| 12    | Kenia Lechunga Alanis        | Mexiko     | 7:40,39    |

### C-Finale
Anmerkung: Ermittlung der Plätze 13 bis 18
| Platz | Ruderin               | Nation      | Zeit (min) |
| ----- | --------------------- | ----------- | ---------- |
| 13    | Sanita Pušpure        | Irland      | 7:27,60    |
| 14    | Lina Saltyte          | Litauen     | 7:30,38    |
| 15    | Anna Malvina Svennung | Schweden    | 7:32,54    |
| 16    | Michelle Pearson      | Bermuda     | 7:34,41    |
| 17    | Lucia Palermo         | Argentinien | 7:50,59    |
| 18    | Kim Ye-ji             | Südkorea    | 7:52,68    |

### D-Finale
Anmerkung: Ermittlung der Plätze 19 bis 24
| Platz | Ruderin                  | Nation              | Zeit (min) |
| ----- | ------------------------ | ------------------- | ---------- |
| 19    | Gabriela Mosqueira       | Paraguay            | 7:44,62    |
| 20    | Chierika Ukogu           | Nigeria             | 7:44,76    |
| 21    | Amina Rouba              | Algerien            | 7:46,55    |
| 22    | Felice Chow              | Trinidad und Tobago | 7:50,23    |
| 23    | Saiyidah Mohamed Rafa’ee | Singapur            | 7:55,73    |
| 24    | Nadia Negm               | Ägypten             | 8:09,47    |

### E-Finale
Anmerkung: Ermittlung der Plätze 25 bis 30
| Platz | Ruderin                | Nation            | Zeit (min) |
| ----- | ---------------------- | ----------------- | ---------- |
| 25    | Huang Yi-ting          | Chinesisch Taipeh | 8:34,53    |
| 26    | Swetlana Germanowitsch | Kasachstan        | 8:38,25    |
| 27    | Phuttharaksa Neegree   | Thailand          | 8:41,34    |
| 28    | Mahsa Javar            | Iran              | 8:43,34    |
| 29    | Dewi Yuliawati         | Indonesien        | 8:44,54    |
| 30    | Emily Morley           | Bahamas           | 8:56,36    |

### F-Finale
Anmerkung: Ermittlung der Plätze 31 bis 32
| Platz | Ruderin                | Nation | Zeit (min) |
| ----- | ---------------------- | ------ | ---------- |
| 31    | Camila Valle Granados  | Peru   | 9:18,24    |
| 32    | Akossiwa Claire Ayivon | Togo   | 9:54,54    |